# 洪西瑛
洪西瑛（韓語：홍서영，1995年1月7日—），韓國女演員。2016年以400:1的竞争率成为音乐剧《道林格雷》的主人公出道，於2017年起接拍《她愛上了我的謊》而開始加入電視劇演員行列。

## 演出作品

### 電視劇
- 2017年：tvN《她愛上了我的謊》飾演 蔡宥娜
- 2017年：KBS《Drama Special－不良家庭》飾演 金娜娜
- 2018年：OCN《小神的孩子們》飾演 千秀仁
- 2019年：tvN《她的私生活》飾演 崔多仁
- 2019年：SBS《絕對達令》飾演 黛安娜
- 2022年：JTBC《模範刑警2》飾演文寶景

### 網路劇
- 2018年：tvN D STORY《有點敏感也沒關係》飾演 尹彩兒

### 音樂劇
| 年份 | 劇名             | 角色       |
| ---- | ---------------- | ---------- |
| 2016 | 《Dorian Gray》  | Sibyl Vane |
| 2017 | 《Napoleon》     | Joséphine  |
| 2019 | 《新興武官學校》 | 娜八       |
| 2019 | 《HEDWIG》       | Yitzhak    |

## 音樂作品
- 《Dorian Gray》 (2016年)
- 《她愛上了我的謊 OST Part 6》 (2017年)

## 榮譽
| 年份 | 典禮名稱            | 獎項         | 作品            | 結果 |
| ---- | ------------------- | ------------ | --------------- | ---- |
| 2017 | 第1屆韓國音樂劇大賞 | 最佳女新人獎 | 《Dorian Gray》 | 入圍 |

## 外部連結
- NAVER
- 洪西瑛C-JeS Culture官方網頁
- 洪西瑛的Instagram帳戶 （页面存档备份，存于）